# Llei de Grassmann
|  | Per a altres significats sobre la llei de Grassmann en la teoria del color, vegeu «Llei de Grassmann (òptica)». |

|  | No s'ha de confondre amb Lleis de Grassmann. |

La llei de Grassmann, denominada així en honor del seu descobridor, Hermann Grassmann, és un procés fonològic dissimilatori de l'antic grec i el sànscrit, que va ser important en la reconstrucció del protoindoeuropeu i comprensió de l'evolució de les llengües indoeuropees.

## Descripció
La llei de Grassmann estableix que si una consonant aspirada se segueix d'una altra consonant aspirada en la síl·laba següent, la primera perd l'aspiració. La versió descriptiva (sincrònica) va ser descrita per al sànscrit per Pànini.
Aquests són alguns exemples en grec del seu efecte:
/ t ʰ  o-o ː/θύω 'sacrifici (un animal en ofrena)'
/e- t  o- t ʰ  i ː/ἔτυθη 'Va ser sacrificat'
/ t ʰ  rik-s/θρίξ 'pèl'
/ t  ri  k ʰ -és/τριχές 'pèls'
/ t ʰ  ap-sai/θάψαι 'haver sepultat' (infinitiu aorist)
/ t ʰ  a  pt , ein/θάπτειν 'sepultar' (infinitiu present)
/ t  a  p ʰ -us/τάφος 'tomba'
/ t  a  p ʰ -i/ταφή 'enterrament'
En la reduplicació de les formes de perfecte en grec i sànscrit, si la consonant inicial és aspirada, la consonant usada és la corresponent plosiva, per efecte d'aquesta llei. Per exemple [ p ʰ  o-o ː] φύω 'creixo': [ p  e- p ʰ  o ː-ka] πεφυκα 'He crescut'.
La desaspiració en grec té lloc després del canvi del protoindoeuropeu (PIE) * b ʰ, d ʰ, g ʰ a /p ʰ, t ʰ, k ʰ/, i el fet que cap altra llengua indoeuropea faci ús d'aquesta dissimilació mostra que es va desenvolupar independentment en grec i sànscrit, no operava en l'idioma comú.

### Arrels dissímils
Casos com [t ʰ rik-s]#[Trik ʰ-es] i [t ʰ ap-sai]#[tap ʰ-ein] il·lustren el fenomen d'arrels dissímils, per al qual es donen dues anàlisis diferents.
Segons una d'elles, la teoria de la "dissimilació original", les arrels elementals eren, respectivament, /t ʰ rik ʰ/ i /t ʰ ap ʰ/. Quan una /s/ (o el final de la paraula, o altres sons variats) segueix immediatament, la segona aspiració es perd, i la primera per tant sobreviu ([t ʰ rik-s], [t ʰ ap-sai]). Si una vocal segueix la segona aspirada, continua inalterada, i llavors es perd la primera per efecte de la llei esmentada ([Trik ʰ-es],[tap ʰ-ein]).
Una altra proposta diferent va ser llançada pels antics gramàtics indis. Des del seu punt de vista, les arrels eren originalment /Trik ʰ/i/tap ʰ/. Aquestes arrels romanen inalterades en [Trik ʰ-es]i[tap ʰ-ein]. Però si segueix una /s/, es desencadena una "aspiració anterior", en la qual l'aspiració retrocedeix, i recau en la consonant inicial ([t ʰ rik-s],[t ʰ ap-sai]).
De manera interessant, en la formulació inicial de la llei, aquesta feia una breu referència a l'aspiració anterior per explicar aquestes formes aparentment errònies. No obstant això, el consens entre els lingüistes moderns vira cap a l'altra direcció.
En el tram final del sànscrit (i sota la influència dels gramàtics), l'aspiració anterior va ser aplicada a monoaspirades originals mitjançant un procés analògic. Llavors, de l'arrel verbal Gah 'capbussar-se', la forma optativa jighakṣa- va ser formada. Això es va fer per analogia amb les formes bubhutsati (una altra manera optativa) i Bhutto (una forma nominal, ambdues de l'arrel Budha 'estar despert', originalment en PIE *[b ʰ vostè ʰ -]).

## Altres llengües
En altres llengües no indoueropees, hi ha canvis fonètics, anàlegs als descrits per la llei de Grassmann. Per exemple, en ofo, una llengua sioux extinta i poc documentada. La llei es troba en compostos com el que segueix:
- o'skha  "la grua" + afha ⁿ ' "blanca":  oskạfha  "l'agró blanc"

Un fenomen similar ocorre en el meitei (tibetobirmana), en què una consonant aspirada perd la qualitat si en va precedida per una del mateix tipus (que contingui h) a la síl·laba anterior. Les consonants que perden l'aspiració se sonoritzen intervocàlicament:
- thin- "forat"+-khət  "cap amunt":  thingət  "foradar cap amunt"
- səŋ  "vaca"+ Khom  "mamella":  səŋgom  "llet"
- hi- "aparença"+-thok  "extern":  hidok  "aparença eterna"